# Пут на Месец
Пут на Месец (фр. De la terre à la lune) авантуристички је роман Жила Верна из 1865. године. Роман говори о људима из балтиморског клуба љубитеља оружја Gun-Club и њиховим настојањима да направе огромни топ „Колумбијаду“, помоћу ког ће послати три човека у свемир – председника Gun-Club-а, његовог ривала из Филаделфије и француског песника – у пројектилу који треба да се спусти на Месец. 
Верн је покушао да направи грубе прорачуне око потребне дужине цеви топа неопходне да се лансира пројектил у свемир. Узимајући у обзир да у то време нису постојала сазнања о лансирању објеката у свемир која имамо данас, он је успео да са великом прецизношћу предвиди неке ствари. Међутим, његово виђење се испоставило као непрактично из безбедносних разлога јер је потребна много дужа цев да би се постигла друга космичка брзина. 
Лик Мишела Ардана, француског песника, настао је по узору на фотографа Феликса Надара.